# Musée des Blindés
Das Musée des Blindés (deutsch Museum der Panzerfahrzeuge) ist ein Panzermuseum in Saumur an der Loire im Westen Frankreichs. Es beherbergt mehr als 800 Panzerfahrzeuge (darunter viele Kampfpanzer), von denen über 200 funktionsfähig sind.
Das Musée des Blindés wurde 1977 gegründet. Der französische Colonel Michel Aubry war die treibende Kraft hinter der Sammlung und erhielt die Genehmigung der französischen Behörden, eine Sammlung gepanzerter Militärfahrzeuge aufzubauen.
Das Museum restauriert Fahrzeuge und hat zahlreiche Exemplare wieder fahrfähig gemacht. Aufgrund der zahlreichen fahrbereiten Exponate, die in regelmäßigen Abständen in Aktion gezeigt werden, nennt sich das Haus „Eine lebendige Sammlung“ (französisch Une collection vivante). Im Jahr 2003 feierte das Museum sein 25-jähriges Jubiläum.
Hier befinden sich – unter anderem – der einzige fahrbereite Tiger II „Königstiger“ der Welt und eine nahezu komplette Sammlung deutscher Panzer und Militärfahrzeuge.